# Casiano Céspedes
Casiano Céspedes (ur. 1924) – piłkarz paragwajski, lewy obrońca.

## Kariera
Céspedes wziął udział w turnieju Copa América 1947, gdzie Paragwaj został wicemistrzem Ameryki Południowej. Zagrał we wszystkich siedmiu meczach – w przegranym aż 0:6 meczu z Argentyną oraz z Peru, Urugwajem, Boliwią, Kolumbią, Chile i Ekwadorem.
Céspedes wziął także udział w turnieju Copa América 1949, gdzie Paragwaj ponownie został wicemistrzem Ameryki Południowej, choć tym razem dał się wyprzedzić przez Brazylię. Céspedes zagrał we wszystkich ośmiu meczach – z Kolumbią, Ekwadorem, Peru, Urugwajem, Chile, Boliwią i w decydujących o mistrzowskim tytule bojach z Brazylią.
Tuż przed mistrzostwami świata Céspedes wystąpił w Asunción w zremisowanym 2:2 meczu z Argentyną, którego stawką był Copa Rosa Chevallier Boutell 1950. Jako piłkarz klubu Club Olimpia był w kadrze reprezentacji podczas finałów mistrzostw świata w 1950 roku, gdzie Paragwaj odpadł w fazie grupowej. Céspedes zagrał w obu meczach – ze Szwecją i Włochami.